# Bitwa pod Adżnadajn
Bitwa pod Adżnadajn (bitwa pod Gabathą) – starcie zbrojne, które miało miejsce w roku 634 podczas najazdu arabskiego na ziemie bizantyńskie (634–641).
W bitwie tej wojska arabskie zwyciężyły armię bizantyńską pod wodzą Teodora, brata cesarza Herakliusza. Po zwycięstwie Arabowie zajęli Tyberiadę, Baalbek, Hims, Damaszek.